# Mary Wade (Badminton)
Mary Wade (* um 1910; † 20. oder 21. Jahrhundert) war eine neuseeländische Badmintonspielerin.

## Karriere
Mary Wade war ein Pionier des Badmintonsports in Neuseeland. 1935 und 1936 gewann sie den nationalen Titel im Damendoppel mit J. E. Ramsay.

## Sportliche Erfolge
| Saison | Veranstaltung                     | Disziplin   | Platz | Name                     |
| ------ | --------------------------------- | ----------- | ----- | ------------------------ |
| 1935   | Neuseeland: Einzelmeisterschaften | Damendoppel | 1     | J. E. Ramsay / Mary Wade |
| 1936   | Neuseeland: Einzelmeisterschaften | Damendoppel | 1     | J. E. Ramsay / Mary Wade |